# The Private Gladiator
The Private Gladiator ist ein europäischer Pornospielfilm und der erste Teil einer Trilogie (The Private Gladiator, The Private Gladiator II – In the City of Lust und The Private Gladiator III – Sexual Conquest) des Regisseurs Antonio Adamo aus dem Jahr 2002. Die Trilogie stellt ein pornographisches Remake des Films Gladiator von Ridley Scott dar und ist im Unterschied zu vielen ähnlichen Filmen des Genres keine Parodie. Sie wurde mit vergleichsweise hohem Produktionsaufwand gedreht und verfügte über ein für Pornofilme außergewöhnliches Budget.

## Handlung
Die fiktive Handlung spielt im antiken Rom im Jahr 180. Der römische General Maximus war siegreich im Kampf gegen die Barbaren und wird daraufhin vom Kaiser Mark Aurel zu dessen Nachfolger ernannt. Dies missfällt Commodus, dem Sohn von Mark Aurel und Cousin von Domitilla. Er lässt Mark Aurel umbringen und Maximus verraten und als Sklave verkaufen. Maximus erlangt Ruhm als Gladiator und kehrt so nach Rom zurück, wo er zu Commodus’ Missfallen zum gefeierten Helden wird und sich Domitilla in ihn verliebt.

## Auszeichnungen
- 2003: AVN Award Best Foreign Feature
- 2003: AVN Award Best Director – Foreign Release (Antonio Adamo)
- 2003: AVN Award Best DVD Menus (für Collector’s Limited Edition)
- 2003: AVN Award Best DVD Packaging (für Collector’s Limited Edition)
- 2002: FICEB Award – Ninfa 2002 al mejor DVD (Beste DVD)
- 2002: Venus Award – Best Movie Europe
- 2002: Venus Award – Best Production Campaign – Deutschland

## Trivia
- Das britische Männermagazin FHM hat die Private Gladiator Collector’s Edition in der Dezemberausgabe 2002 als „Greatest Porn DVD Ever“ beschrieben und auf Platz 1 im Ranking „The 50 Greatest Porn DVDs Ever“ gelistet.
- Der Film wurde in Ungarn und Italien gedreht. Die vom Produktionsstandard mit Mainstream-Filmen vergleichbare Serie beinhaltet Computer Generated Imagery, wilde Tiere, über 200 Statisten und aufwendige Kostüme und Studio-Sets.
- Der Regisseur drehte auch den Film Cleopatra (2003), erschienen in zwei Teilen, sowie eine weitere Trilogie mit dem Titel Roma (2007), welche an die HBO-Serie Rom angelehnt ist.